# Йесберг
Йесберг (нем. Jesberg) — община в Германии, в земле Гессен. Подчиняется административному округу Кассель. Входит в состав района Швальм-Эдер.  Население составляет 2520 человек (на 31 декабря 2010 года). Занимает площадь 49,77 км².
Община подразделяется на 5 сельских округов.

## Фотографии

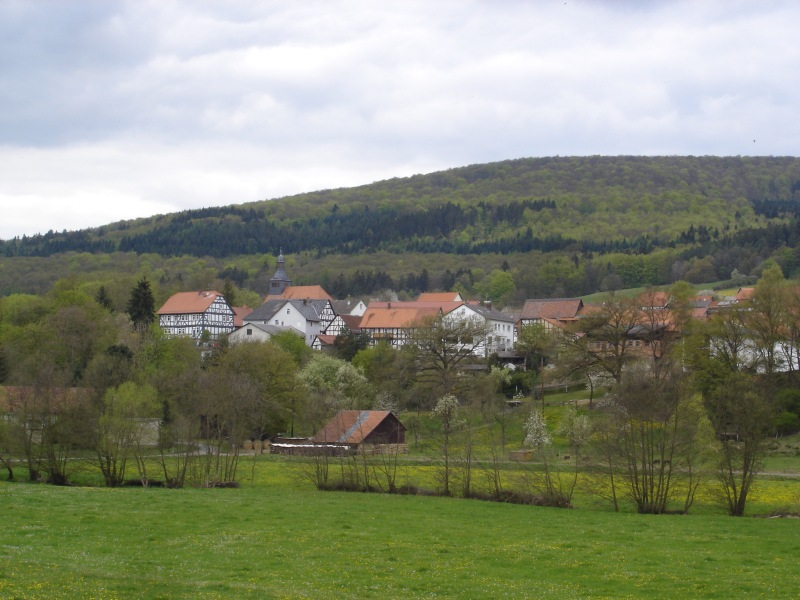
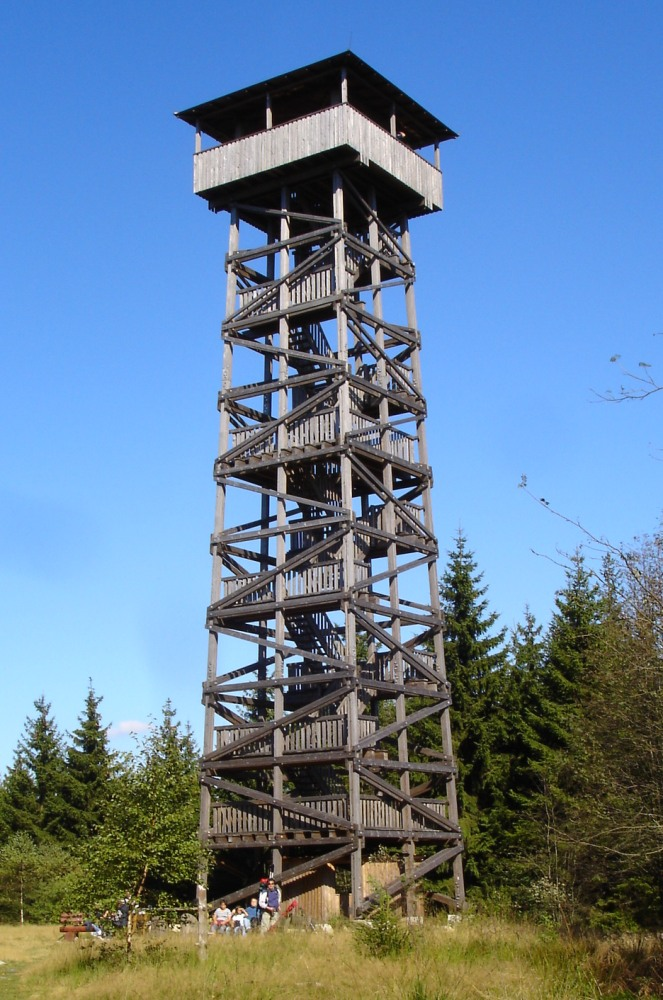